# Parco Pareschi
Il parco Pareschi è un parco pubblico di Ferrara nato come giardino del palazzo Estense (poi noto come palazzo di Renata di Francia).

## Storia

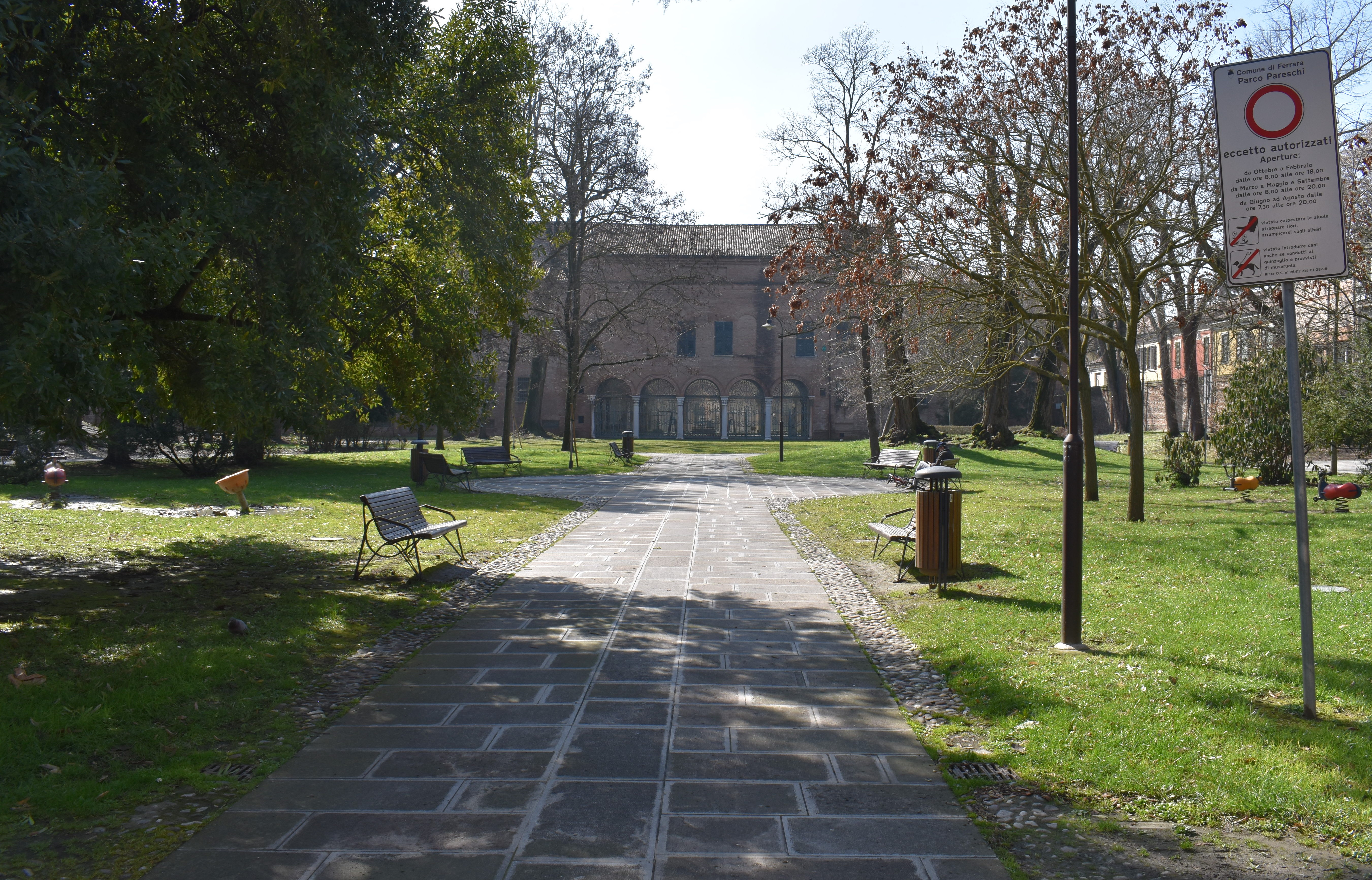
Interno del parco.

Il parco Pareschi era il giardino del palazzo detto di San Francesco, costruito nella seconda metà del XV secolo (tra il 1437 ed il 1475) da Pietro Benvenuti degli Ordini e successivamente ampliato da Biagio Rossetti su incarico di Ercole I d'Este. Divenne in seguito il giardino del palazzo di Renata di Francia, poi sede dell'Università degli Studi di Ferrara.
A metà del XIX secolo la famiglia Pareschi lo acquisì trasformandolo in un giardino all'inglese.

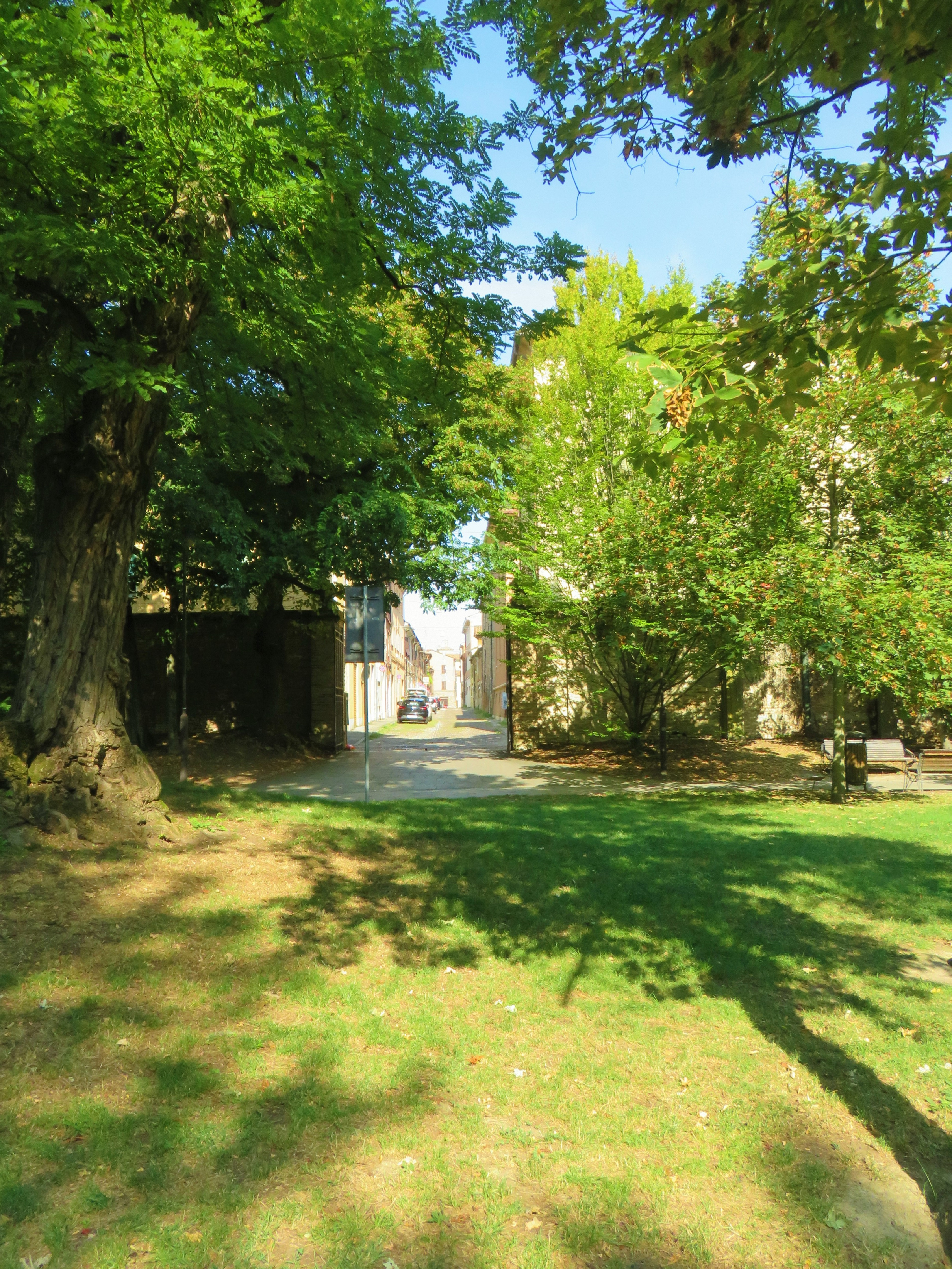
L'accesso di via Coramari visto dall'interno del parco.

La famiglia Pareschi rimase proprietaria del palazzo e del parco a lungo, poi entrò tra i beni a disposizione della famiglia Cini, sino al 1942. Il quell'anno il conte Vittorio Cini decise di lasciare il palazzo al comune legando il bene, con le sue volontà, ad un uso uso pubblico.
Dopo i danni causati dalla guerra, nel 1959, si decise che il palazzo sarebbe divenuto sede universitaria mentre il parco sarebbe rimasto nelle disponibilità comunali. Nel 2002, alla presenza degli allora sindaco della città Sateriale e del rettore dell'università Conconi, venne riaperto il parco, accessibile anche dalla sede universitaria.

## Descrizione
Il parco è recintato da alte mura ed ha due ingressi diretti che si affacciano su vie cittadine. Il principale è in corso della Giovecca e l'altro in via Coramari. Un altro accesso è da via Savonarola passando dal palazzo di Renata di Francia, negli orari di apertura della sede universitaria.
Ornano il parco varie essenze arboree come aceri americani, 
farnie, lo spino di Giuda, i tigli, i tassi comuni oltre ad arbusti come agrifogli ed allori.
Talvolta durante i mesi estivi viene utilizzato, grazie alla sua posizione, come cinema all'aperto.

## Origini del nome
Il nome del parco viene da un proprietario storico del palazzo, Giuseppe Pareschi.